# District de Trnovo
Le district de  Trnovo est l'un des 17 districts de la municipalité de Ljubljana. Il se trouve au sud du district du Centre ; il est limitrophe à l'ouest du district de Vič et à l'est et au sud de celui de Rudnik.